# Tolypeutes
Tolypeutes або Трисмуговий броненосець- рід ссавців родини Chlamyphoridae. Вони мешкають на відкритих рівнинах Південної Америки. Особливість представників цього виду полягає в будові панцирю, що складається з трьох рухомих поясів. Представники цього виду єдині серед броненосців здатні згортатися в кулю, розгорнути який дуже складно. Інші види броненосців не можуть так робити, оскільки мають надто багато пластин в панцирі.

## Класифікація
Рід включає два види:
| Зображення | Наукова назва                          | Звичайна назва                       | Поширення                                                        |
| ---------- | -------------------------------------- | ------------------------------------ | ---------------------------------------------------------------- |
|            | Tolypeutes matacus (Desmarest, 1804)   | Південний трисмуговий броненосець    | північна Аргентина, південно-західна Бразилія, Парагвай, Болівія |
|            | Tolypeutes tricinctus (Linnaeus, 1758) | Бразильський трисмуговий броненосець | Бразилія                                                         |